# ميلا ماسون
ميلا ماسون (بالإنجليزية: Mila Mason)‏ هي مغنية ومغنية مؤلفة أمريكية، ولدت في 22 أغسطس 1963.

## وصلات خارجية
- ميلا ماسون على موقع ميوزك برينز (الإنجليزية)
- ميلا ماسون على موقع ديسكوغز (الإنجليزية)